# بنو الأسمر
بنو الأسمر أو بللسمر: قبيلة عربية شهيرة وهي من أهم القبائل العربية على السراة يعود نسبها إلى الحجر بن الهنوء بن الأزد والحجر يطلق على جذم كبير من الازد وهم من أكثر العرب عدداً واعزهم نفراً وتقع هذه القبيلة على سلاسل جبال سراة الحجر الممتدة من قمة شعف بيحان حتى مشارف تنومة شمالا، ويحدها من الشمال بنو شهر، ومن الجنوب بللحمر، ومن الغرب الريش وبارق، ومن الشرق شهران.
قال البريطاني كيناهان كورنواليس (1916م): «بللسمر: قبيلة قوية، تقع في ِشرقي محايل ويفصلهم عنها الريش. ويتاخم حدودها من الشمال: بني شهر، ومن الشرق شهران، ومن الجنوب بللحمر، ومن الغرب الريش. تمتد بلادهم من السفوح الخصبة إلى الإصدار التي تعرف بـ «عقبة ساقين» المؤدية إلى قمة سلسلة الجبال الرئيسية والهضبة التي وراءها. جبل هادا قاعدة القبيلة، والأكثر إنتاجا. وتنتج القهوة في المدرجات المرتفعة، والقمح والحبوب الأخرى في الأودية. مشهورون في الكرم والشجاعة في الحرب. وهي قبيلة معادية للأتراك.

## النسب
- تعود قبائل بللسمر إلى جدهم الأكبر الأسمر من بني الحجر بن الهنوء بن الأزد بن الغوث بن نبت بن مالك بن زيد بن كهلان بن سبأ بن يشجب بن يعرب بن قحطان [5][6]

### قبائل بللسمر
تنقسم قبيلة بللسمر إلى جذمين وهما منبح و بلعذمة منهم تنتمي بطون وفروع كثيرة:
الجذم الأول وهم بنو منبح والنسب إليهم منبحي وينقسمون إلى فرعين:
1_بني منبح الشام (وهم سكان شمال ديار بني منبح)وهم:
•آل حوراء
•آل زيد
•آل سريع
•آل حمامه
•آل جبل
•آل عياء
•آل لفيح
2_بني جنادة(بني منبح اليمن)وهم سكان جنوب ديار بني منبح وهم:
•المضفاة
•آل عبيد
•بني معتب(جبل هادا)
•بني مالك
القسم الثاني وهم بلعذمه والنسب إليهم عذمي وينقسمون إلى ثلاثة أقسام :
1_بني قاعد وهم:
•آل لجم
•آل إسحاق
•آل مداد
•آل معتلي
•آل عطفه
•آل غرسه
•آل البطين
•آل عينين
•آل معلم
•آل قزاعه
2_آل خريم وهم:
•آل ذبوب
•آل عمير
•آل لاع
•آل غاشره
•آل محور
•آل عطيفه
•آل الرهو
•آل القرى
•آل المطرق
3_ال سعد وهم(جبل ضرم ) :
•آل السعيدي
•آل غراء